# Benito Juárez Uno
Benito Juárez Uno es una localidad del estado mexicano de Campeche. Es parte del municipio de Candelaria.

## Toponimia
El nombre de la localidad rinde homenaje a Benito Juárez, presidente de México durante la Guerra de Reforma.

## Demografía
| Gráfica de evolución demográfica |
|                                  |

| Censo | Población |
| ----- | --------- |
| 1970  | 531       |
| 1980  | 828       |
| 1990  | 979       |
| 2000  | 1 336     |
| 2010  | 1 281     |
| 2020  | 1 329     |